# 진극원
진극원(陳克元, 1534년 음력 6월 10일 ~ 1595년 음력 8월 19일)은 조선 중기의 문인, 학자이다. 본관은 여양(驪陽)이며 자는 경여(敬汝), 호는 월와(月窩), 초명은 수창(守昌)이다. 이조정랑으로 부름을 받았으나 나아가지 않았으며 사화(士禍)를 피하기 위해 경기 파주에서 남하하여 합천 초계로 이거하였다. 그 뒤 남명(南冥) 조식(曺植)을 찾아가 수학하였다. 명종과 인성왕후의 국상에 3년 간 예를 갖추었으며, 부모상에 6년 동안 시묘살이하여 세상 사람들로부터 추중을 받았다. 임진왜란이 일어나자 의병을 일으켜 왜적을 물리치는 데 큰 공을 세워 이조참판에 추증되었다. 문집으로 《월와일고(月窩逸稿)》가 전한다.

## 생애
월와 진극원은 "이정언 진한림 쌍운주필"로 이름난 매호(梅湖) 진화(陳澕)의 후손으로, 아버지는 사재(思齋) 김정국(金正國)의 문인으로 참봉을 지낸 모헌(慕軒) 진선(陳宣)이며, 어머니는 문정공 목은(牧隱) 이색(李穡)의 후손 한산이씨(韓山李氏)로 1534년 음력 6월 10일 경기도 파주(坡州) 삼현리(三峴里) 집에서 출생하였다. 증조부는 홍문관 응교(應敎)를 지낸 청백리 진유(陳猷)이며, 조부는 연산군 시절 만포자(晩圃子)라 자호하고 은둔한 진사 진복명(陳福命)이다. 기묘사화로 희생된 선비들을 옹호하고, 정권을 잡고 권력을 마음대로 하던 김안로(金安老) 등 삼간(三奸)을 비판하였다가 모함을 받고 우두머리로 몰려 죽임을 당한 백헌(栢軒) 진우(陳宇)와 당시의 권세가 김안로의 횡포에 맞서 그 일당을 탄핵하는 등 기개가 높았던 부제학 진식(陳寔)이 큰아버지이다.
1553년 가을 포은(圃隱) 정몽주(鄭夢周) 후손 좌랑(佐郞) 정유신(鄭維新)의 딸과 혼인하였다. 1554년 이조정랑(吏曹正郞)에 제수되었으나 학업이 성취되지 않았다는 이유로 사양하고 나아가지 않았다. 그러나 실제로는 그 당시의 정치적 상황이 사화(士禍)의 여파로 매우 혼란스러웠을 뿐만 아니라, 사화의 참혹함을 당할까 염려한 아버지의 뜻을 받들기 위해서였다. 그리하여 그 해에 정치적 영향력이 거의 미치지 않는 초계군(草溪郡) 월곡(月谷)으로 남하하여 살았다.
1555년 봄에 삼가(三嘉) 토동(兎洞)으로 남명(南冥) 조식(曺植)을 찾아 뵈었다. 이때 탁계(濯溪) 전치원(全致遠)과 재종제 진극인(陳克仁)도 함께 배알하였다. 1559년 황강(黃江) 이희안(李希顔)이 세상을 떠나자 만시 제문을 지어 애도하였다. 1561년 음력 8월에 탁계를 방문했다. 종제 진극경(陳克敬)도 함께 갔는데, 전치원이 공경하면서 중히 이르길 진씨 가문이 장차 향상하고 진보함이 있을 것이라고 하였다. 1563년 진극인과 함께 산천재(山天齋)로 남명을 찾아가서 이때부터 송암(松庵) 김면(金沔)ㆍ낙천(洛川) 배신(裵紳) 등과 도의로 교유하였다. 1564년 4월 예곡(禮谷) 곽율(郭𧺝)이 내방하였는데 이때 수족당(睡足堂) 전우(全雨)가 함께 하였다.
1567년 6월에 명종대왕이 승하하자 소식(疏食)하며 분향소를 만들어 초하루와 보름날에 분향하고 재배하며 3년간 예를 다하였다. 1569년 9월 부친상을 당하자 한결같이 《주자가례(朱子家禮)》를 따랐는데, 그 법도가 매우 엄하였다. 부친의 3년 상이 끝난 바로 다음 달에 다시 모친상을 당하였는데, 부친상과 같이 예의에 엄정하여 6년 동안 여묘살이를 하였다. 1572년 2월에 남명이 세상을 떠났고, 2년 뒤에 덕계가 세상을 떠나 만시와 제문을 지어 애도하였다. 1577년 11월에 인성왕후(仁聖王后)가 승하하자, 명종의 국상과 마찬가지로 예제에 맞추어 상을 치렀다. 1582년 가을에 참봉공의 묘 아래에 모헌(慕軒)을 지었고, 1584년 9월에는 5대조 형조참판공 성묘에 진극경이 함께 하였다. 1586년 봄에는 강학지인 월와(月窩)를 완성하였다.

1592년 임진왜란이 일어나자 왜적의 침입에 맞서 의병활동을 전개하였다. 1593년 김면, 곽율, 김성일 등이 군중에서 세상을 떠났다. 명나라 제독 이여송(李如松)이 평양성에서 승리했다는 소식을 듣고 
| “ | 임금 행차가 한창 어렵던 날, 天 步 方 艱 日 왜적이 모두 섬멸되는 때 賊 酋 盡 剿 時 | ” |

라고 시를 지었는데, 이 해 10월에 선조가 환도하였다.
<약서향병문 約誓鄕兵文>

왜적을 물리치기 위해 향병을 소집하고서 맹세한 내용을 적은 서약문이다. 선대가 물려준 영토는 변함이 없는데 왜구에게 유린당하고 있으니, 어찌 편안히 좌시할 수 있겠는가? 힘을 합쳐 사직을 지탱하고 도탄에 빠진 백성들을 구제하겠다는 강한 의지가 담겨 있다.

1595년 음력 8월 19일 관군과 민군 사이에서 주선을 잘하여 위기에 처한 나라를 구하는 데 주력했으나 난이 평정되는 것을 보지 못하고 병사하였다. 1596년 경상도 관찰사 이용순(李用淳)이 장계를 올려 이조참판(吏曹參判)에 추증되었다. 저술로 《월와일고(月窩逸稿)》가 있다.

## 가족 관계
- 5대조 : 진중성(陳仲誠) 형조참판
- 고조부 : 진치중(陳致中) 광양현감
- 증조부 : 진유(陳猷) 홍문관 응교, 산음현감 청백리
- 증조모 : 해주 정씨(海州 鄭氏) 고모부 효령대군, 종형부 영응대군, 종올케 경혜공주
- 할아버지 : 진복명(陳福命) 진사
- 할머니 : 창원 황씨(昌原 黃氏)[8]
  - 큰아버지 : 진우(陳宇) 증 집의, 가증 대사헌
  - 큰아버지 : 진식(陳寔) 대사간, 부제학
- 아버지 : 진선(陳宣) 여양진씨 모헌공파(慕軒公派) 파조(派祖)
- 어머니 : 한산 이씨(韓山 李氏) 목은(牧隱) 이색(李穡) 后
- 부인 : 영일 정씨(迎日 鄭氏) 포은(圃隱) 정몽주(鄭夢周) 后
  - 장남 : 진복벽(陳復闢) 통덕랑(通德郞) 은덕불사(隱德不仕)
  - 며느리 : 경주 이씨(慶州 李氏) 익재(益齋) 이제현(李齊賢) 后
  - 차남 : 진인서(陳仁瑞)
  - 삼남 : 진시달(陳時達)
  - 막내 : 진일남(陳一男)
- 종숙 : 진건(陳騫) 죽계(竹溪) 기묘명현(己卯名賢)[9]
- 재종제 : 진극인(陳克仁) 경재(警齋) 함양 남명 문인[10]
- 종제[11] : 진극경(陳克敬) 백곡(栢谷) 진주 남명 문인

## 교유
| - 덕계(德溪) 오건(吳健) - 대소헌(大笑軒) 조종도(趙宗道) - 수족당(睡足堂) 전우(全雨) | - 낙천(洛川) 배신(裵紳) - 송암(松庵) 김면(金沔) - 설학(雪壑) 이대기(李大期) | - 예곡(禮谷) 곽율(郭𧺝) - 탁계(濯溪) 전치원(全致遠) |

## 저서
- 《월와일고(月窩逸稿)》
- 《월와선생문집(月窩先生文集, 영인 출간)》

## 참고 문헌
- 《덕천사우연원록(德川師友淵源錄)》
- 《예곡선생문집(禮谷先生文集)》
- 《수족당선생실기(睡足堂先生實紀)》
- 《소눌선생문집(小訥先生文集)》
- 《교남지(嶠南誌)》

## 관련 서적
- 최석기 교수 외 6인,《남명南冥 조식曺植의 문인들》 (보고사, 2012)

- 신명(神明)도 의심 못할 충효와 절의 : 월와(月窩) 진극원(陳克元)